# Глейшер (национальный парк, Канада)
Национальный парк «Глейшер» (англ. Glacier National Park, фр. Parc national des Glaciers) — национальный парк Канады, расположенный на востоке канадской провинции Британская Колумбия. Парк создан в 1886 году для охраны естественной природы гор Колумбия. На территории парка расположено национальное историческое место перевал Роджерс (англ. Rogers Pass). Площадь — 1349 км².

## География

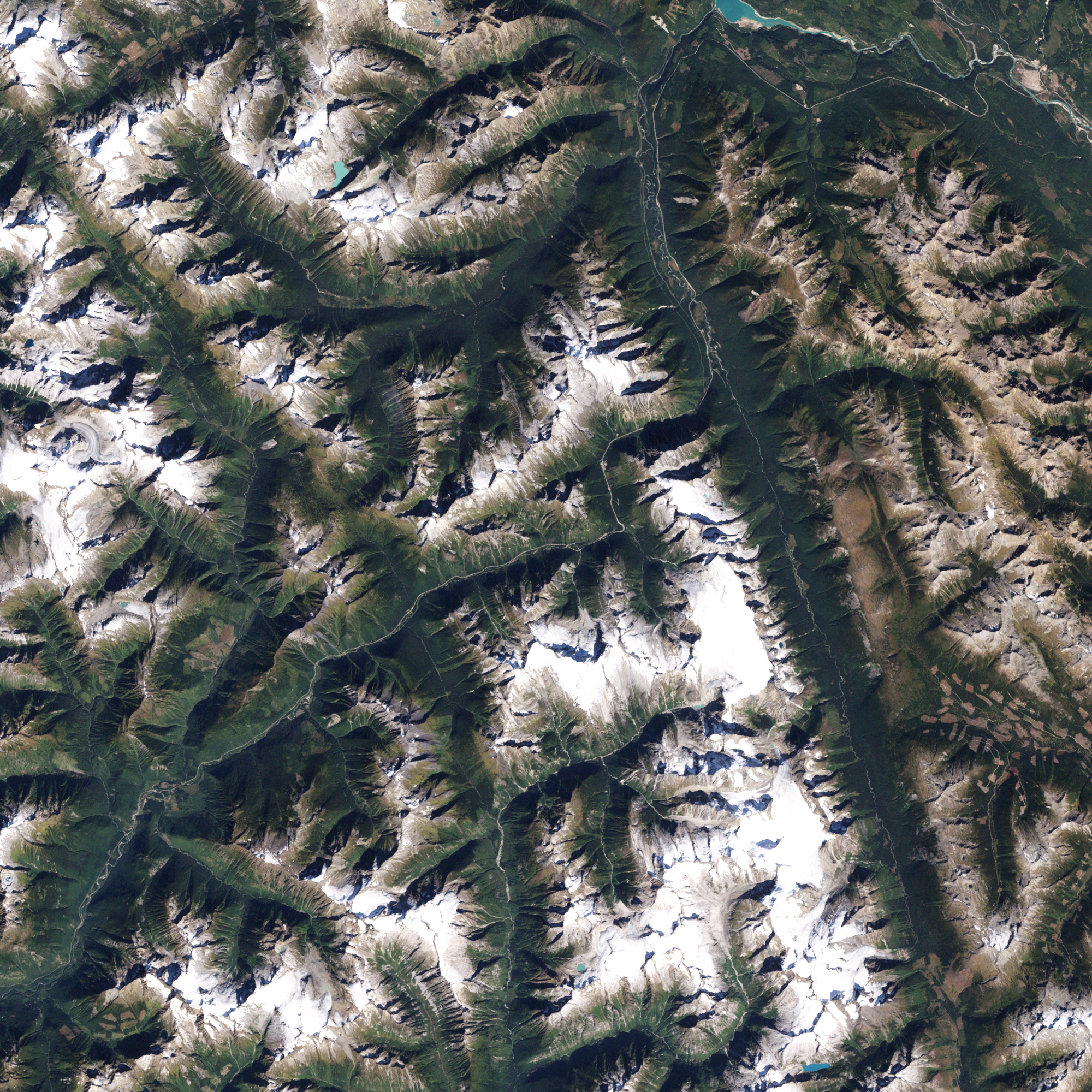
Национальный парк Глейшер, вид из космоса.

Горы Колумбия являются первым горным барьером к востоку от Берегового хребта. Основными хребтами гор являются Селкерк, Перселл, Монаши и Карибу. Геологически и климатически они отличаются от Канадских Скалистых гор, расположенных восточнее.
Национальный парк расположен на горах Селкерк и Перселл. Перевал Роджерс в горах Селкерк очень лавиноопасен.

## Флора и фауна
В зависимости от высоты над уровнем моря природа парка делится на три части: дождевой лес, снежный лес и отсутствие леса.
На нижних уровнях выпадает большое количество осадков, в основном в виде дождя — это зона дождевых лесов, внутренних туево-тсуговых лесов. Складчатые туи (называемые в тех местах красными кедрами), западные тсуги и западные белые сосны возвышаются над тихоокеанским тисом и горным самшитом. Кроме того леса богаты разными видами папоротника и мха. С ростом высоты над уровнем моря деревья становятся тоньше и ниже, начинает преобладать субальпийская пихта, ель Энгельмана и горная тсуга. Появляется много лугов с дикорастущими цветами, среди которых выделяются губастик, люпин, иван-чай узколистный, кастиллея, Erythronium grandiflorum. На высоте более 2000 м деревьев нет — это более 50 % площади парка, здесь преобладают скалы, около 12 % парка занято ледниками. Среди тундровой растительности присутствуют вересковые и осоковые поля, хотя в основном выживают только лишайники.
Животный мир парка представляют медведи гризли, горные козлы, белые куропатки, сурки, белки, горные карибу и пищухи.

## История
Во время строительства железной дороги Canadian Pacific Railway живописные места вдоль неё рассматривались железнодорожной компанией потенциальным объектом для туристов. Были построены многочисленные гостиницы и места для отдыха. Вместе с открытием участка трансканадской автомобильной дороги по территории парка были построены новые места для отдыха, ориентированные на автотуристов. 5 марта 1910 года на перевале Роджерс на отряд из шестидесяти железнодорожных рабочих со стотонным снегоочистителем обрушилась мощная лавина. В живых остался только один человек, а снегоочиститель разломало и забросило на соседний склон. Рабочие чистили дорогу от снега для пассажирского поезда, который был отрезан предыдущей лавиной. Сам поезд лавина не затронула.
В национальном парке было совершено первое в Северной Америке горовосхождение исключительно в рекреационных целях, а в 1881 году была нанята группа швейцарских гидов по горным маршрутам парка.
Практически ничего не известно об индейцах Канады, проживающих в этих местах до прихода европейцев, археологи пока не обнаружили никаких стоянок.